# 向阳乡 (南安市)
向阳乡是中国福建省泉州市南安市下辖的一个乡。

## 行政区划
向阳乡共辖7个村委会，分别是：
向阳村、卓厝村、旗星村、郭田村、杏田村、马迹村、坑头村。
| 长途区号:0595      | 邮政编码:362000     |
| 车牌号码:闽C       |                     |
| 行政代码:350583201 | 身份证前六位:350583 |
| 隶属政区: 南安市   | 行政级别:乡         |